# سووپولیه
سووپولیه (به لاتین: Sovpolye) یک منطقهٔ مسکونی در روسیه است که در استان آرخانگلسک واقع شده‌است.